# Tubarão
Tubarão est une ville brésilienne du sud de l'État de Santa Catarina.

## Géographie
Tubarão se situe à une latitude de 28° 28' 00" sud et à une longitude de 49° 00' 25" ouest, à une altitude de 9 mètres. Elle se trouve à 66 km de Criciúma et 133 km de Florianópolis.
Sa population était de 104 937 habitants au recensement de 2018. La municipalité s'étend sur 300 km2.
La ville doit son nom à la rivière locale, le rio Tubarão, appelé Tubá-Nharô (« père féroce ») en tupi-guarani. Son nom n'a donc rien à voir avec le poisson homonyme, tubarão (« requin » en portugais).
Elle est le principal centre urbain de la microrégion de Tubarão, dans la mésorégion Sud de Santa Catarina. C'est aussi le premier port du Brésil avec un trafic essentiellement minéralier de 109 millions de tonnes en 2007.

## Histoire
Avec l'ouverture de la route entre Lages et Tubarão, autour de 1773, commence le peuplement de la ville. La rivière Tubarão se situait sur la route de Lages à Laguna, avec comme escales les ports de Poço Fundo et de Poço Grande, tous deux dans la région de l'actuelle Tubarão. En août 1774, deux sesmarias, situées dans l'actuel périmètre urbain, furent données au capitaine João da Costa Moreira et au sergent-major Jacinto Jaques Nicós, marquant le début du peuplement effectif de la région. Tubarão se sépara de Laguna en mai 1870. L'immigration européenne, l'implantation du chemin de fer Teresa Cristina et la création de la comarque de Tubarão, en 1875, permirent le développement économique de la ville.
En 1974, la ville fut touchée par une des principales inondations de l'histoire de Santa Catarina et même du Brésil. Elle causa la mort de 199 personnes et fit 60 000 sans-abris parmi les 70 000 de la ville à l'époque.

## Culture

### Casa da Cidade
En plein centre ville, on trouve la Casa da Cidade, un centre culturel, lieu d'expositions d'art permanentes, cours et conférences diverses, parmi d'autres activités culturelles. Elle présente une architecture qui évoque les anciennes maisons coloniales.
Construite au XIXe siècle, la Casa da Cidade, fut restaurée en 1984. Anciennement, cette demeure servit de résidence à des militaires et des hommes politiques. Elle abrita également l'hôtel de ville. A Noël, le bâtiment se transforme en Maison du Père Noël.

### Musées
La ville de Tubarão comporte trois principaux musées.
- Willy Zumblick : ce musée, inauguré le 30 mai 1995, regroupe des objets culture indienne (provenant des différents sambaquis de la région) et des animaux appartenant à la faune locale;

- Le Centre municipal de Culture abrite le musée Willy Zumblick, des photos et des articles historiques sur Tubarão, ainsi qu'une bibliothèque publique.

- Musée Ferroviaire : il conserve la mémoire de la voie de chemin de fer Dona Teresa Cristina – RFFSA - une des dernières voie de chemin de fer du monde fonctionnant encore à la vapeur de nos jours.

### Sport
La ville dispose de son propre stade, le Stade Aníbal Torres Costa, dans lequel évolue le principal club de football de la ville, le Hercílio Luz Futebol Clube.

## Villes voisines
Tubarão est voisine des municipalités (municípios) suivantes :
- Laguna
- Jaguaruna
- Treze de Maio
- Pedras Grandes
- São Ludgero
- Gravatal
- Capivari de Baixo